# Iglesia de San Miguel (Viena)
La Iglesia de San Miguel (en alemán: Michaelerkirche) es una iglesia parroquial católica situada en la Michaelerplatz, en el distrito 1 de Viena, en el centro de la ciudad. Fue construida entre 1219 y 1221 por el duque Leopoldo VI de Babenberg y en el siglo XIII fue una de las tres parroquias de Viena, junto con la Catedral de San Esteban y la Schottenstift (Abadía de Nuestra Señora de los Escoceses), y es por tanto una de las iglesias más antiguas de la ciudad.
La Iglesia de San Miguel es uno de los pocos edificios de estilo románico de Viena; no obstante, posteriormente se añadieron algunos elementos barrocos y neoclásicos. La iglesia está dedicada al Arcángel Miguel y desde 1923 está a cargo de los padres salvatorianos. Es conocida sobre todo por su cripta, en la cual, gracias a las particulares condiciones climáticas, los cuerpos no se descomponen sino que se momifican.

## Historia

### La iglesia en la Edad Media

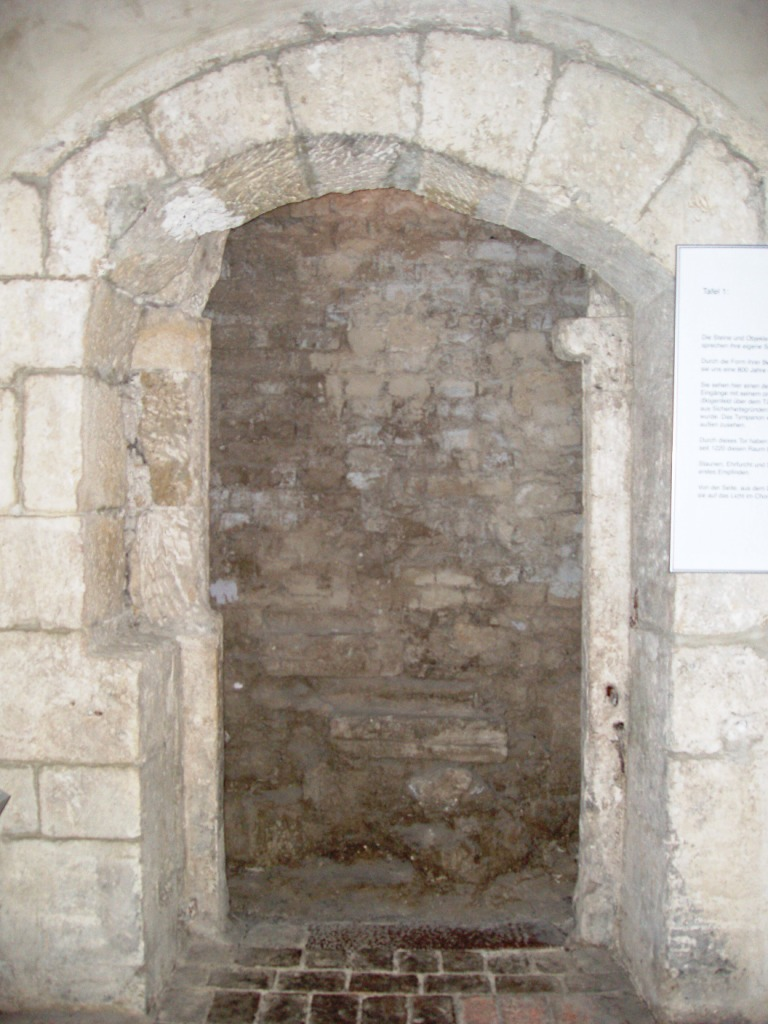
Entrada románica tapiada.

Donde ahora se encuentra la Iglesia de San Miguel no hay restos de iglesias precedentes. Sin embargo se cree que en el siglo XI había ya un edificio religioso en este emplazamiento (según Oettinger y Alois Kieslinger). La parte muraria de la actual iglesia data aproximadamente a los tiempos del paganismo. Gracias a las excavaciones realizadas en torno a la iglesia, se encontraron los restos de una villa romana del siglo II d. C. El actual edificio religioso, que data de 1220, fue dañado por incendios producidos en los años 1275, 1319 y 1327.
La parroquia fue fundada en 1221, según uno de los muchos documentos antiguos, por Leopoldo VI de Babemberg. Este documento resultó sin embargo un falso del siglo XIV, como se supo posteriormente. El estilo original de la iglesia era tardo románico con elementos protogóticos. La primera cita histórica sobre la iglesia data de 1267, por parte de un párroco de nombre Gerhard von Siebenbürgen, que citó la Iglesia de San Miguel como iglesia filial de San Esteban.

Interior de San Miguel, Viena

Originalmente no era gestionada por ninguna orden religiosa, sino que era simplemente una iglesia de la ciudad, confiada al cuidado de un sacerdote secular. Fue durante mucho tiempo, junto con la Iglesia de los Agustinos, la segunda iglesia de corte de los emperadores de la Casa de Habsburgo.
Inicialmente fue erigida con tres naves de estilo tardo románico. Su construcción tuvo lugar junto con la ampliación de la cinta de murallas de la ciudad, es decir hacia el 1200, en el 2.º barrio de la Viena del siglo XIII. En la nave central de la iglesia hay muchos elementos estilísticos que confirman que la iglesia fue construida en esta época. Lo indican las columnas en parte tardo-románicas, con sus capiteles entrecruzados con motivos de hojas de vid, que están datados en torno al 1220. A estos siguen columnas con capiteles a cáliz y columnas de fecha aún posterior con capiteles a hojas. Muy particular era el primer coro, que entonces fue construido en ladrillo y que fue sustituido con el que existe actualmente en el siglo XV.

En la segunda mitad del siglo XIII se construyeron las naves, que conservan todavía en la actualidad su forma. Esta datación fue confirmada por la bóveda de la nave central, que fue erigida tras el incendio de la ciudad del 1276.

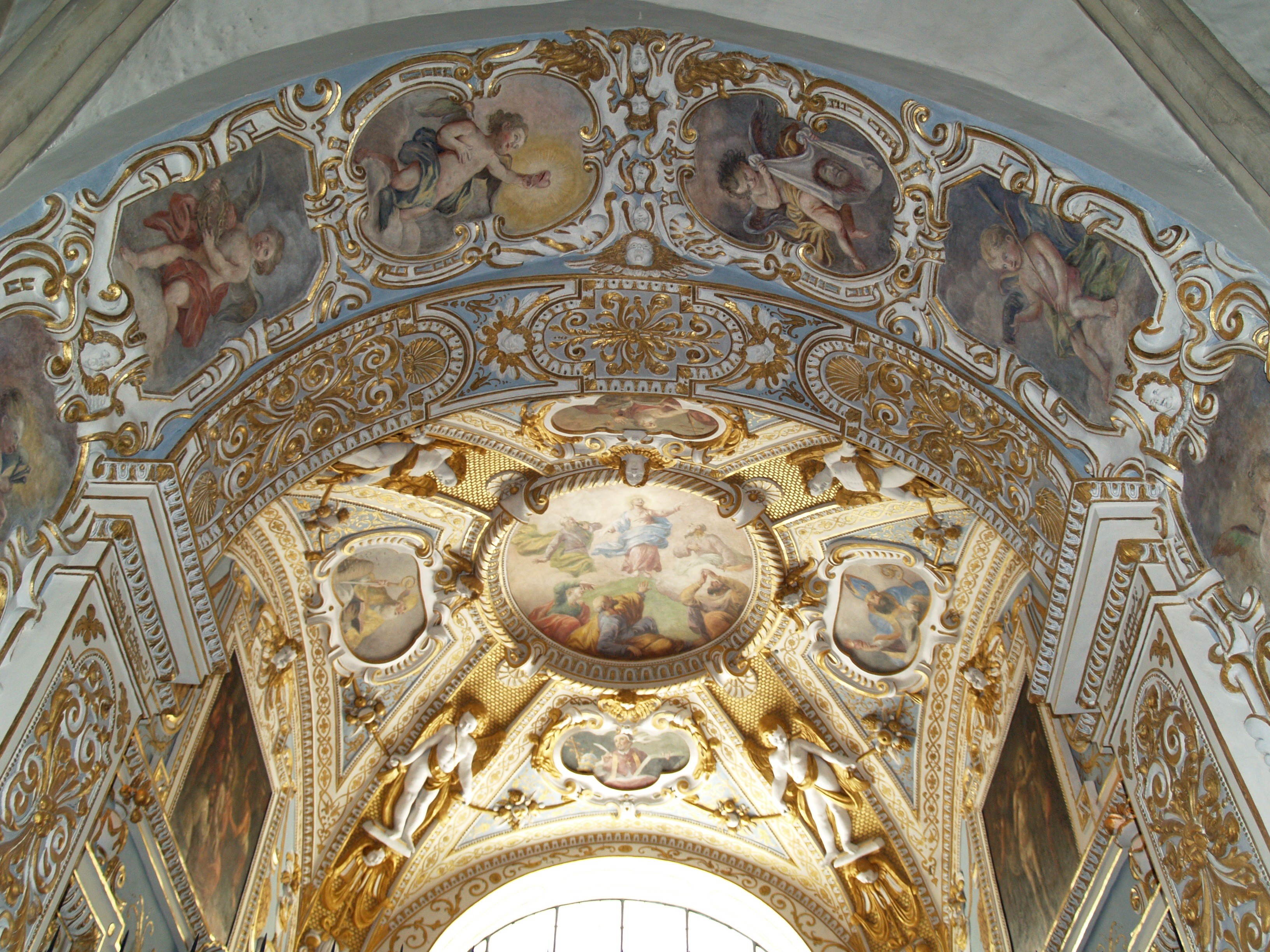
Una de las capillas laterales con una rica decoración barroca.

En 1350 se erigió la capilla del crucero a la izquierda del coro, que fue alargado en 1416 por disposición del duque Alberto II de Habsburgo. En lo esencial los coros fueron reconstruidos tras otro incendio de la ciudad, producido en 1327, y posteriormente se realizaron algunas modificaciones más.

### Remodelaciones de los siglosXVyXVI
A finales del siglo XV las pequeñas hornacinas de las ventanas fueron sustituidas con grandes ventanas de estilo gótico. Desde 1525 hay una campana restaurada, que sobrevivió a la guerra y se conserva todavía en la actualidad. Esta campana fue fundida por el fabricante de campanas Laszlo Raczko. Al igual que el campanario, fue dañada por numerosos terremotos y tras el terremoto de 1590 (con epicentro en Neulengbach) fue rescatada de la destrucción de la corona del campanario.
Como casi todas las iglesias de esta época, también la Iglesia de San Miguel tenía su cementerio, que fue cerrado en 1508 bajo el emperador Maximiliano I. Sin embargo, en el interior de la iglesia se colocaron nuevas lápidas hasta el siglo XVIII. La primera cripta fue hecha erigir con certeza por la familia Herberstein en el año 1560. Mientras la cripta estaba reservada exclusivamente a los ricos, los menos adinerados y los pobres eran enterrados en un cementerio general situado en el actual distrito 7.

### La época de los barnabitas (1626–1923)
En 1626, en plena guerra de los Treinta Años, la iglesia fue confiada a la orden de los barnabitas. Bajo los barnabitas se realizaron numerosas remodelaciones. Amplias partes de la iglesia fueron primero transformadas al barroco y posteriormente adaptadas al neoclasicismo (como, por ejemplo, el altar mayor). La parte delantera del portal fue construida en 1724 por Lorenzo Mattielli y representa un ángel caído. La actual fachada occidental de estilo neoclásico fue construida en 1792 según el proyecto del arquitecto Ernest Koch y el altar mayor barroco en 1782 según el proyecto de Jean Baptiste d'Avrange, mientras que las obras de cincelado fueron ejecutadas por Stefan Gabriel Steinböck. El monumental relieve de alabastro en la pared posterior, que representa un ángel caído, es obra de Karl Georg Merville.
Desde 1660 los barnabitas añadieron un cementerio propio en la zona del actual distrito 6, en el cual podían ser enterrados los pobres y algunos adinerados. Los barnabitas no solo trajeron consigo el barroco sino que también se ocuparon de las catacumbas. Los montones de huesos datan de los tiempos de los barnabitas. Cuando en 1920 los barnabitas dejaron Viena, la iglesia fue confiada a los salvatorianos.

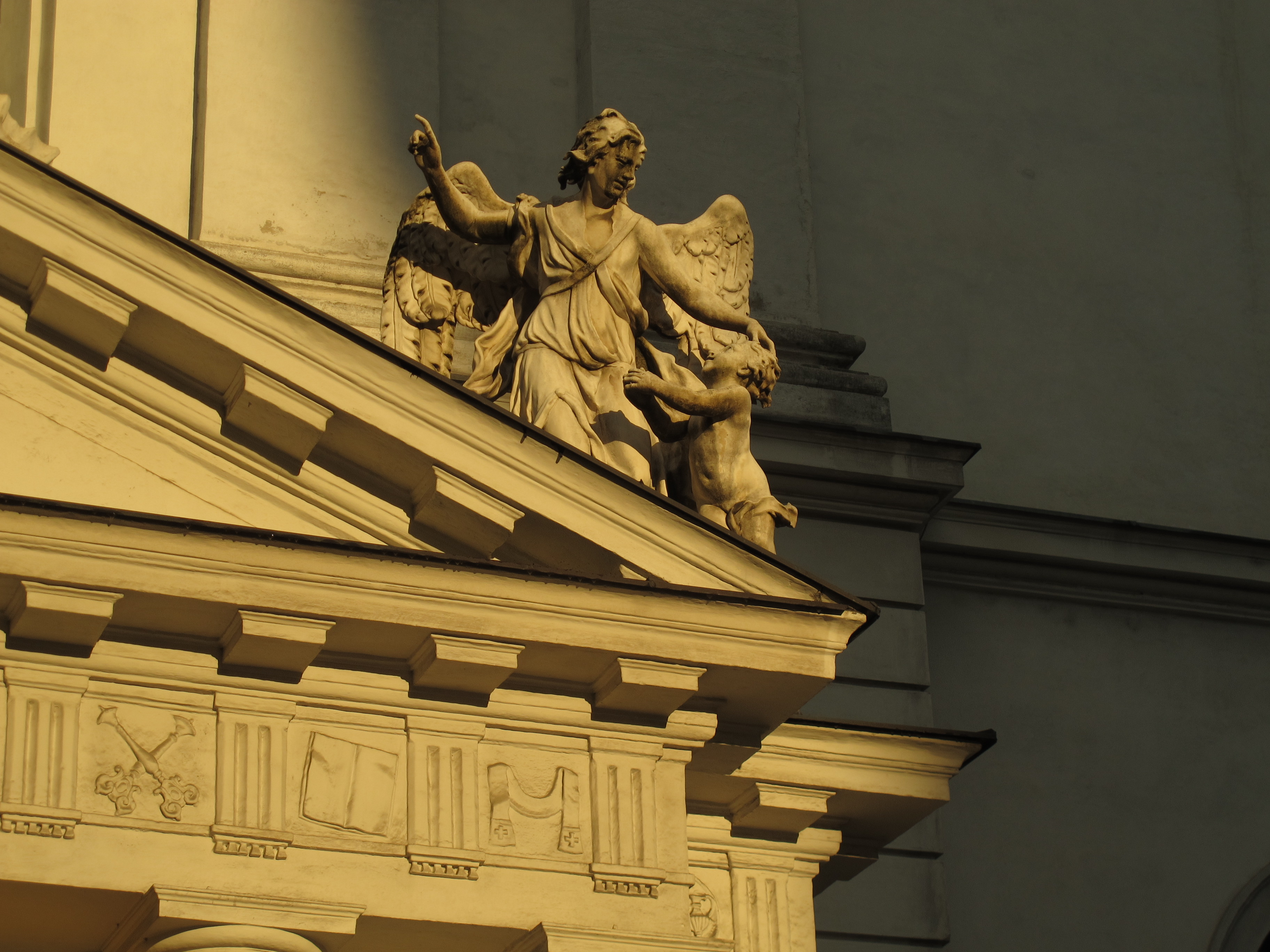
Detalle del grupo escultórico del pórtico de entrada de la iglesia de San Miguel de Viena.

### La época de los salvatorianos (desde 1923)

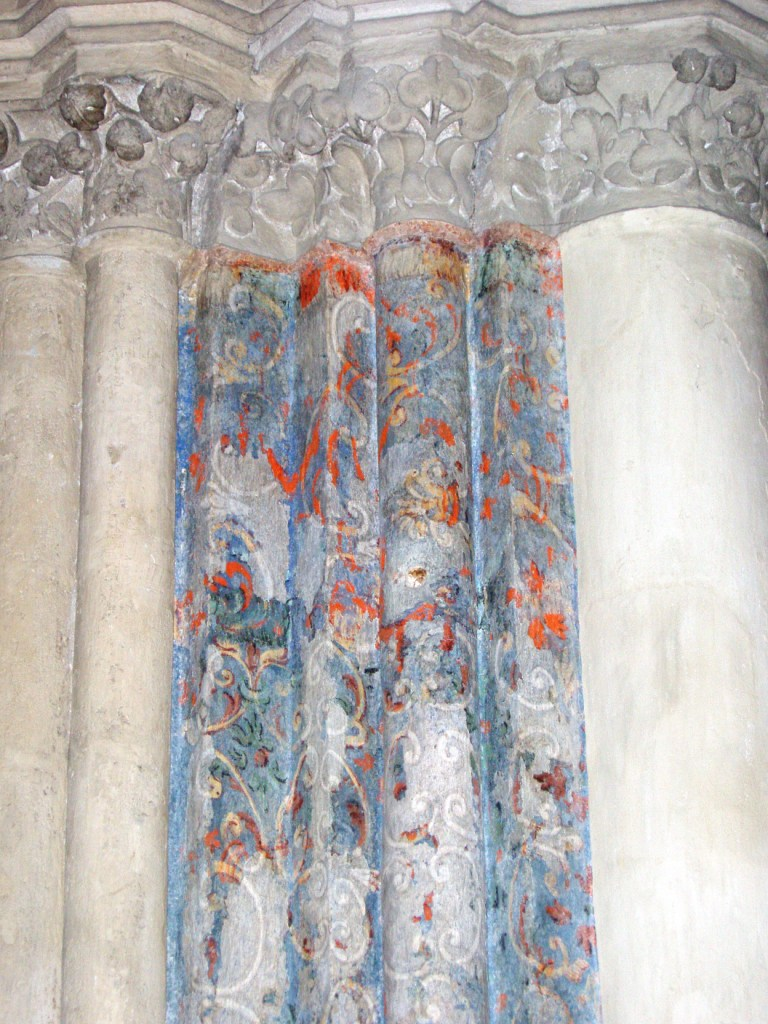
Ornamento de columna.

Después de que los barnabitas dejaran la parroquia, el 1 de enero de 1926 esta se quedó vacante y fue subdividida entre las vecinas. La parroquia de San Miguel fue reconstituida en 1939 y en 1979 incorporó parte de la parroquia vacante de San Pedro. Los salvatorianos se ocuparon desde el inicio de esta iglesia rica de historia. Tras siglos de cambios y remodelaciones, actualmente la iglesia es mantenida y restaurada principalmente a través de limosnas e intervenciones del ayuntamiento de Viena y de la protección estatal de los monumentos.
Provisionalmente la atención se dirigió a las catacumbas, en las cuales los ataúdes pluriseculares amenazaban con arruinarse a causa de los parásitos (coleópteros) y del clima húmedo. La elevada humedad ponía sobre todo a dura prueba a las momias. Por este motivo se instaló en la cripta un sistema acondicionador, que hizo que disminuyera lentamente la temperatura y la humedad. El objetivo era alcanzar una humedad relativa del 60–65 % y una temperatura de 10 °C, de manera que ni los coleópteros ni otros parásitos pudieran causar más daños.

## Particularidades de la Iglesia de San Miguel
El arco de triunfo (en parte remodelado) entre el transepto y el espacio del coro data del siglo XIV, y en él está representado el Armagedón con Jesucristo y sus apóstoles. El altar mayor fue construido en 1782 según el proyecto de Jean Baptiste d'Avrange.
La capilla de la Cruz (antiguamente capilla de San Nicolás), una capilla lateral en el lado derecho del coro, se ha conservado intacta desde 1350. Otra capilla erigida hacia 1630 como capilla funeraria para el conde Cavriani, era originalmente gótica y posteriormente fue transformada al estilo barroco.

### Réquiem de Mozart
Con ocasión de las exequias de Wolfgang Amadeus Mozart el 10 de diciembre de 1791 se tocaron por primera vez partes de su Réquiem, probablemente el primero o los primeros movimientos, ya que entonces Mozart solo había completado estos. Este funeral fue organizado por Emanuel Schikaneder y le costó 26 gulden y 35 kreuzer (en valores actuales, entre 15 000 y 20 000 €; para comparar, un bonito ataúd costaba entonces 3 gulden en madera blanda y 17 gulden en madera de nogal).

### Órgano

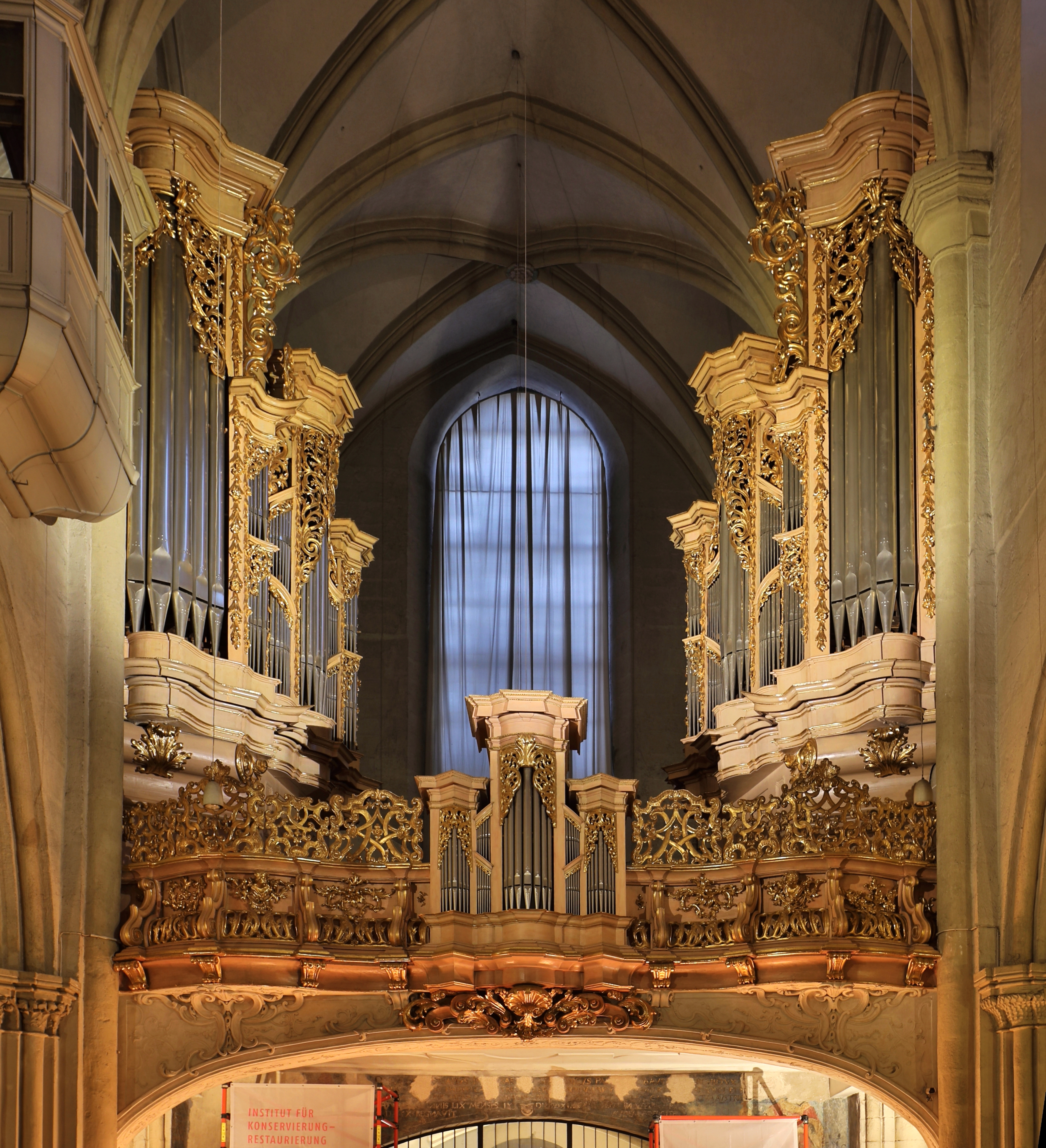
El órgano.

El órgano de la Iglesia de San Miguel fue fabricado en 1714 por Johann David Sieber. El instrumento se encuentra en dos ubicaciones idénticas, una en la pared norte y otra en la pared sur. El espacio libre entre las dos deja entrever la ventana occidental. El instrumento sufrió numerosas remodelaciones ya en 1742 y posteriormente en el curso de los siglos XIX y XX. Durante la Primera Guerra Mundial, los tubos anteriores tuvieron que ser retirados por motivos de protección. En 1986 el órgano fue restaurado por el fabricante de órganos Jürgen Ahrend a su estado original de 1714. El órgano tiene cuarenta registros en tres teclados y pedaleras con transmisión mecánica. Se han conservado treinta y dos de los registros originales.

### Cripta

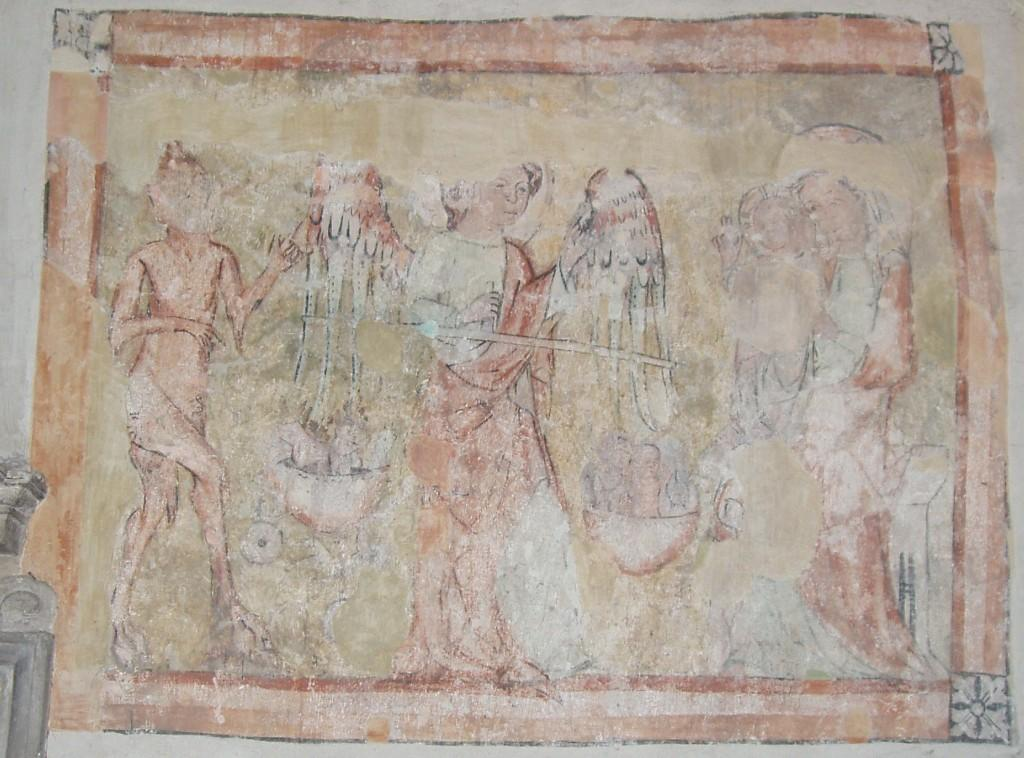
Fresco del arcángel Miguel.

La cripta de la Iglesia de San Miguel se encuentra directamente bajo la iglesia y da incluso en parte hacia arriba. En ella están enterradas unas cuatro mil personas. En la cripta solo se enterraban burgueses y nobles. Para los menos pudientes estaba primero el cementerio al lado de la iglesia (primera cita documentada en 1310) y posteriormente los cementerios fuera de la cinta de murallas de la ciudad.
La cripta, en su forma actual, se creó entre 1560 y 1731 y fue utilizada hasta 1784. Las catacumbas fueron cerradas por efecto de la reforma eclesiástica emprendida por José II y sustituidas por cementerios situados fuera de la cinta de murallas de la ciudad. En las catacumbas los nobles y los burgueses podían comprar una cripta propia para sepultar en ella exclusivamente a sus familiares y parientes. Estas tumbas de familia eran bastante caras y ese dinero se utilizaba para el mantenimiento de las criptas.
Está probado que los enterramientos en el interior de la iglesia se realizaban desde el 1350. Para amontonar los huesos en la cripta y conservarlos se usaban algunos sacristanes. En la Iglesia de San Miguel las criptas de los nobles eran accesibles a través de placas de mármol en el pavimento de la iglesia. Las placas mostraban el arma de la dinastía a la que pertenecía la cripta. Por esta razón durante los entierros los ataúdes eran introducidos en las criptas a través de estas placas, en lugar de por una puerta lateral, como era costumbre en otros lugares. Pietro Metastasio, libretista (su libreto Il sogno di Scipione fue utilizado por Mozart) y poeta en la corte de Carlos VI y de María Teresa I de Austria, es el más famoso entre los que están sepultados en la cripta de San Miguel.